# Лабач
Лабач (укр. Лабач) — село в Бусской городской общине Золочевского района Львовской области Украины.
Население по переписи 2001 года составляло 52 человека. Занимает площадь 0,51 км². Почтовый индекс — 80525. Телефонный код — 3264.